# Ivan Fiolić
Ivan Fiolić (Zagreb, 29 april 1996) is een Kroatisch voetballer die als middenvelder speelt. Hij speelt sinds 2025 bij HNK Gorica.

## Carrière

### Dinamo en Lokomotiva Zagreb
Fiolić sloot zich in 2004 op achtjarige leeftijd aan bij de jeugd van de Kroatische topclub Dinamo Zagreb. Op 10 mei 2014 maakte Fiolić zijn debuut in het eerste elftal van de club in de competitiewedstrijd tegen NK Istra 1961. Fiolić speelde dat seizoen twee competitiewedstrijden. In het seizoen 2014/15 kwam hij maar aan vijf competitiewedstrijden.
In de zomer van 2015 werd Fiolić verkocht aan NK Lokomotiva Zagreb, waar hij veel aan spelen toekwam. Na één jaar haalde Dinamo Zagreb hem terug op huurbasis, in 2017 zelfs definitief. Hij werd uiteindelijk drie keer kampioen met Dinamo in de seizoenen 2013/14, 2014/15 en 2017/18.

### KRC Genk
Op 28 augustus 2018 werd bekend dat Fiolić de overstap maakte naar het Belgische KRC Genk waar hij een contract tekende tot juni 2022. Twee jaar eerder had hij met Lokomotiva Zagreb al eens tegen Genk gespeeld in de voorrondes van de UEFA Europa League. Genk werd dat seizoen landskampioen, maar Fiolić bleef veelal in de schaduw van draaischijf Alejandro Pozuelo. Hij speelde in zijn debuutseizoen slechts acht wedstrijden (alle competities inbegrepen) voor Genk.

### AEK Larnaca en Cracovia Kraków
In het seizoen 2019/20 werd Fiolić uitgeleend aan AEK Larnaca en later, in februari 2020, aan Cracovia Kraków. Bij die laatste club bleef hij ook actief in het seizoen 2020/21. Met Cracovia Kraków won hij de Pools beker en de Poolse Supercup.

### NK Osijek
Fiolić speelde tweeënhalf seizoen voor NK Osijek, nadat hij transfervrij was overgekomen van KRC Genk. Hij eindigde twee keer als derde met zijn team.

### Tianjin Jinmen Tiger FC
Op 4 januari 2024 maakte Fiolić de overstap naar Tianjin Jinmen Tiger FC. In maart scoorde hij zijn eerste en enige doelpunt in China, tijdens een 0–4 overwinning op Sichuan FC. Na slechts zeven maanden verliet Fiolić Tianjin Jinmen Tiger FC.

### HNK Gorica
Na een half jaar zonder club tekende Fiolić een contract tot het einde van het seizoen 2024/25 bij HNK Gorica, in zijn thuisland Kroatië. Hij maakte zijn debuut voor de club op 25 januari 2025 in een competitiewedstrijd tegen NK Varaždin, die eindigde in een 1–1 gelijkspel.

## Clubstatistieken
| Seizoen         | Club                    | Land             | Competitie           | Competitie | Competitie | Beker | Beker | Europees | Europees | Supercup | Supercup | Totaal | Totaal |
| Seizoen         | Club                    | Land             | Competitie           | Wed.       | Dlp.       | Wed.  | Dlp.  | Wed.     | Dlp.     | Wed.     | Dlp.     | Wed.   | Dlp.   |
| --------------- | ----------------------- | ---------------- | -------------------- | ---------- | ---------- | ----- | ----- | -------- | -------- | -------- | -------- | ------ | ------ |
| 2013/14         | Dinamo Zagreb           | Vlag van Kroatië | 1.HNL                | 2          | 0          | 0     | 0     | 0        | 0        | –        | –        | 2      | 0      |
| 2014/15         | Dinamo Zagreb           | Vlag van Kroatië | 1.HNL                | 5          | 0          | 1     | 0     | 0        | 0        | –        | –        | 6      | 0      |
| 2015/16         | NK Lokomotiva Zagreb    | Vlag van Kroatië | 1.HNL                | 30         | 7          | 3     | 0     | 2        | 1        | –        | –        | 35     | 8      |
| 2016/17         | NK Lokomotiva Zagreb    | Vlag van Kroatië | 1.HNL                | 7          | 1          | 0     | 0     | 8        | 3        | –        | –        | 15     | 4      |
| 2016/17         | → Dinamo Zagreb         | Vlag van Kroatië | 1.HNL                | 8          | 1          | 4     | 0     | 4        | 0        | –        | –        | 16     | 1      |
| 2017/18         | Dinamo Zagreb           | Vlag van Kroatië | 1.HNL                | 21         | 3          | 4     | 2     | 2        | 0        | –        | –        | 27     | 5      |
| 2018/19         | Dinamo Zagreb           | Vlag van Kroatië | 1.HNL                | 2          | 0          | 0     | 0     | 2        | 0        | –        | –        | 4      | 0      |
| 2018/19         | KRC Genk                | Vlag van België  | Eerste Klasse A      | 4          | 0          | 2     | 0     | 2        | 0        | –        | –        | 8      | 0      |
| 2019/20         | → AEK Larnaca           | Vlag van Cyprus  | A Divizion           | 13         | 3          | 0     | 2     | 0        | 0        | –        | –        | 15     | 3      |
| 2019/20         | → Cracovia Kraków       | Vlag van Polen   | Ekstraklasa          | 14         | 0          | 2     | 0     | 0        | 0        | –        | –        | 16     | 0      |
| 2020/21         | → Cracovia Kraków       | Vlag van Polen   | Ekstraklasa          | 19         | 1          | 3     | 0     | 0        | 0        | 1        | 0        | 23     | 1      |
| 2021/22         | NK Osijek               | Vlag van Kroatië | 1.HNL                | 25         | 4          | 3     | 1     | 2        | 0        | –        | –        | 30     | 5      |
| 2022/23         | NK Osijek               | Vlag van Kroatië | 1.HNL                | 21         | 0          | 1     | 0     | 2        | 0        | –        | –        | 24     | 0      |
| 2023/24         | NK Osijek               | Vlag van Kroatië | 1.HNL                | 11         | 2          | 1     | 0     | 3        | 0        | –        | –        | 15     | 2      |
| 2023/24         | Tianjin Jinmen Tiger FC | Vlag van China   | Chinese Super League | 17         | 1          | 1     | 0     | –        | –        | –        | –        | 18     | 1      |
| 2024/25         | HNK Gorica              | Vlag van Kroatië | 1.HNL                | 3          | 0          | 0     | 0     | –        | –        | –        | –        | 3      | 0      |
| Carrière totaal | Carrière totaal         | Carrière totaal  | Carrière totaal      | 202        | 23         | 25    | 5     | 27       | 4        | 1        | 0        | 257    | 30     |

Bijgewerkt op 13 mei 2025

## Palmares
| Competitie             |               |                        |
| Competitie             | Aantal        | Jaren                  |
| Dinamo Zagreb          | Dinamo Zagreb | Dinamo Zagreb          |
| ---------------------- | ------------- | ---------------------- |
| Kroatisch kampioen     | 4x            | 2014, 2015, 2018, 2019 |
| Kroatisch bekerwinnaar | 2x            | 2015, 2018             |
| KRC Genk               |               |                        |
| Belgisch kampioen      | 1x            | 2018/19                |
| Belgische Supercup     | 1x            | 2019                   |
| Cracovia Kraków        |               |                        |
| Pools bekerwinnaar     | 1x            | 2020                   |
| Poolse Supercup        | 1x            | 2020                   |

1 Van Crombrugge ·
2 Pierre ·
3 Mujaid ·
6 Smets ·
7 Bonsu Baah ·
8 Heynen  ·
9 Oh ·
11 Oyen ·
14 Sor ·
15 Claes ·
17 Hrošovský ·
18 Kayembe ·
19 Medina ·
20 Karetsas ·
21 Bangoura ·
22 Manguelle ·
23 Steuckers ·
24 Sattlberger ·
27 Nkuba ·
32 Adedeji-Sternberg ·
34 Palacios ·
39 Penders ·
44 Kongolo ·
51 Brughmans ·
77 El Ouahdi ·
99 Tolu ·
Coach: Fink